# Amparo Poch y Gascón
Amparo Poch y Gascón (Saragoça, 15 de outubro de 1902 — Toulouse, 15 de abril de 1968) foi um médica, escritora, pacifista e anarquista espanhola. Sua militância anarquista ocorreu nos anos que antecederam e durante a Guerra Civil Espanhola. Foi uma das fundadoras e membro da organização Mujeres Libres e foi nomeada diretora de assistência social no Ministério da Saúde e Assistência Social da Espanha por Federica Montseny, entre 1936 e 1937. Ela foi responsável pela organização Mujeres Libres em Barcelona e usou sua posição no governo para promover o estabelecimento de chamados "liberatorios de prostitución", lares de libertação para prostitutas, onde prostitutas poderiam receber assistência médica, psicoterapia e treinamento profissional para permitir que adquirissem independência econômica por meios socialmente aceitáveis.
Amparo Poch y Gascón lutou para promover a conscientização sobre a sexualidade feminina, defendeu a liberdade sexual e lutou contra a monogamia e o duplo padrão sexual. Ao contrário das outras cofundadoras da "Mujeres Libres", Lucía Sánchez Saornil e Mercedes Comaposada, ela havia sido membro treintista (em espanhol) reformista da Confederação Nacional do Trabalho (CNT) antes da guerra. Ela possuía uma visão mais essencialista da natureza feminina, recorrendo as mulheres como mães e adotando a maternidade como um estado natural e feminino. Ela escreveu extensivamente sobre o tema da maternidade, promovendo uma abordagem anarquista da criação de filhos.
Ela também era conhecida como Dra. Amparo Poch nos meios pacifistas. Poch y Gascón foi o colíder da Liga Española de Refractarios a la Guerra, um grupo de absolutistas resistentes à guerra, junto com seu colega e companheiro pacifista José Brocca. Durante a Guerra Civil Espanhola, ela atuou na Orden del Olivo, o braço espanhol da Internacional de Resistentes à Guerra, ajudando as vítimas da guerra.

## Biografia

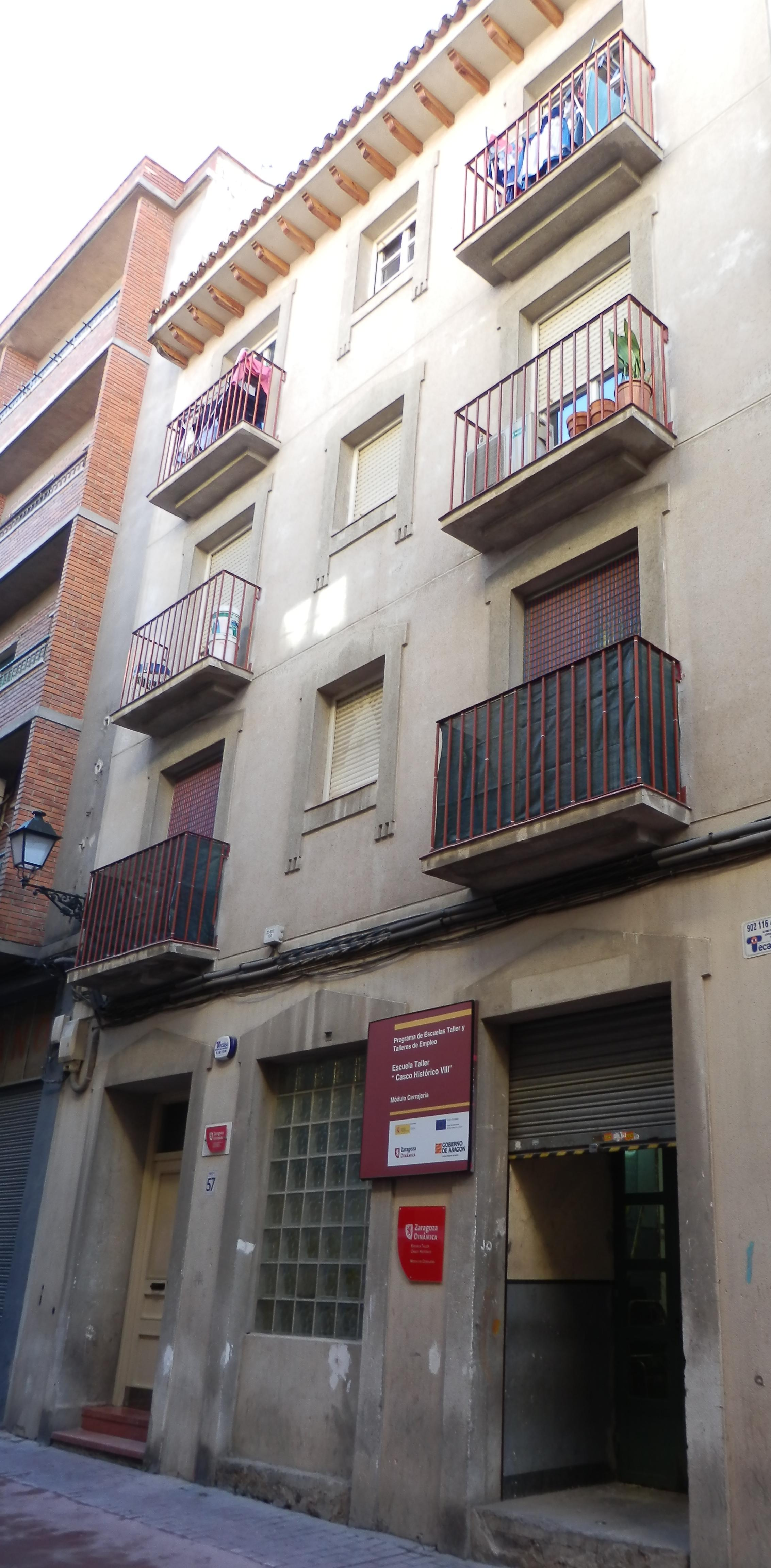
Casa na rua Ramón Pignatelli, 57, onde Amparo Poch viveu até 1916.

Filha primogênita de José Poch Segura e Simona Gascón Cuartero, ela foi batizada na paróquia de Santiago em 18 de outubro de 1902 com o nome de María de los Desamparados y del Pilar. Em outros documentos aparece como María del Pilar Amparo. Teve quatro irmãos: José María, Fernando, Josefina e Pilar. Sua família viveu na Rua Pignatelli, 57, em Saragoça até 1916. Em 1916, seu pai foi promovido a tenente de pontoneiros e teve o direito de desfrutar de uma casa nos pavilhões militares do "Quartel de Sangenis, Engenheiros e Pontoneiros", na Rua Madre Rafols, 8. Amparo Poch casou-se com Gil Comín Gargallo em 28 de novembro de 1932 em Saragoça. Gil tinha 33 anos e trabalhava como bancário. Ele era formado em Filosofia, Letras, Belas Artes e Direito. O casamento durou pouco tempo.
Em meados dos anos trinta, o parceiro romântico de Amparo Poch foi Manuel Zambruno Barrera. Um escritor e poeta que pertencia à união de metal da CNT. Em julho de 1936, ele foi atacado no Quartel da Montanha. Foi editor da imprensa confederal e correspondente nas frentes de Madrid.

### Formação
Quando Amparo Poch pediu permissão ao pai para estudar medicina, seu pai lhe disse que não era carreira para mulher. Devido a essa oposição de seu pai, lecionou na Escuela Normal Superior de Maestros de Saragoça entre 1917 e 1922. Graduou-se com um prêmio extraordinário na seção de Ciências. Em 1922, seguindo sua verdadeira vocação, ela se matriculou na Faculdade de Medicina de Zaragoza. Em vários artigos, denunciou a zombaria, o desprezo e o desrespeito dos homens contra as "mulheres sábias". Também criticou a indiferença de professores e do senado acadêmico da universidade.
Amparo Poch se formou em 1929 com honras em todas as disciplinas (28 honras). Outros 97 homens e duas mulheres se formaram junto com ela.
| Disciplina                                    | Classificação |
| --------------------------------------------- | ------------- |
| Física geral                                  | Com honras    |
| Química geral                                 | Com honras    |
| Mineralogia e Botânica                        | Com honras    |
| Zoologia Geral                                | Com honras    |
| Anatomia Descritiva e Embriologia I           | Com honras    |
| Histologia e Histoquimia                      | Com honras    |
| Técnica Anatômica I                           | Com honras    |
| Anatomia Descritiva e Embriologia II          | Com honras    |
| Técnica Anatômica II                          | Com honras    |
| Fisiologia Humana Teórica e Experimental      | Com honras    |
| Patologia geral                               | Com honras    |
| Terapêutica                                   | Com honras    |
| Anatomia Patológica                           | Com honras    |
| Patologia Cirúrgica I                         | Com honras    |
| Patologia Médica I                            | Com honras    |
| Obstetrícia e Ginecologia I                   | Com honras    |
| Anatomia Topográfica                          | Com honras    |
| Oftalmologia                                  | Com honras    |
| Patologia Cirúrgica II                        | Com honras    |
| Patologia Médica II                           | Com honras    |
| Obstetrícia e Ginecologia II                  | Com honras    |
| Curso de doenças da infância                  | Com honras    |
| Otorrinolaringologia                          | Com honras    |
| Patologia cirúrgica III                       | Com honras    |
| Patologia médica III                          | Com honras    |
| Higiene pública com práticas de bacteriologia | Com honras    |
| Medicina Legal e Toxicologia                  | Com honras    |
| Dermatologia                                  | Com honras    |

Ela foi a segunda mulher a se formar na Faculdade de Medicina de Saragoça. Em 21 de setembro de 1929 ela participou das oposições ao Prêmio Extraordinário do ano acadêmico de 1928–1929, na qual os candidatos eram 6 homens e ela. Por sorteio foi escolhido o tema "Valor diagnóstico do teste do líquido cefalorraquidiano". O tribunal concedeu por unanimidade o Prêmio Extraordinário à Amparo Poch por sua formação.
Após a guerra civil, seu pai tentou apagar todo o seu histórico acadêmico. No Arquivo da Escuela Normal Superior de Maestros de Saragoça, Amparo Poch aparece no número 60 no índice do livro 5824 do curso 1916–1917. No entanto, o arquivo correspondente a esse número desapareceu e a planilha com seus dados foi arrancada. No Colégio Oficial de Médicos de Saragoça, a documentação de Amparo Poch também desapareceu, dos quais apenas um arquivo foi conservado por Amparo Poch ter sido secretária-adjunta do Colégio de Médicos até 1934, data em que se mudou para Madrid.
No curso de 1923–1924, obteve honras na disciplina de Língua Alemã para Medicina ministrada pela Escola Superior de Comércio de Saragoça.

### Medicina
Poch se formou em biologia e medicina em 1929, quando tinha 26 anos. Ela obteve o "Prêmio de Grau Extraordinário" em 26 de setembro de 1929.  Depois disso, prosseguiu com outros treinamentos, incluindo a inscrição na Associação Médica de Saragoça. Lá, ela promoveu o saneamento e priorizou a saúde em nível nacional. Ela se concentrou principalmente em cuidados de mães e crianças pós-nascimento em esforço de reduzir as taxas de mortalidade em Saragoça. Ela publicou a Cartilla de Consejos a las Madres (Cartão de Conselho às Mães) em dezembro de 1931, destacando as escolhas apropriadas de estilo de vida durante a gravidez para um crescimento e lactação saudáveis. Em maio de 1934 mudou-se para Madrid, onde abriu uma clínica médica para mulheres e crianças. Esta clínica ficava no centro de Madrid, onde era mais acessível ao público em geral. Por causa do trabalho de Poch e sua equipe, as taxas de mortalidade infantil de Madrid caíram em 1936, apenas um ano após a implementação da sua Clínica Médica Puente de Vallecas. Após o sucesso com a primeira clínica, essa área tornou-se a paixão e o objetivo de Poch. Estabelecer centros de saneamento e clínicas médicas mais acessíveis era um de seus objetivos. Isso se tornou mais importante quando a Guerra Civil Espanhola começou, porque mesmo sendo pacifista, Poch era uma defensora vocal da resistência antimonarca e do anarquismo.

### Mujeres Libres

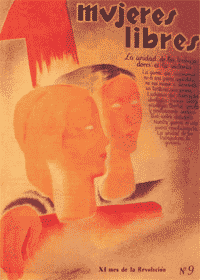
Capa da nona edição da revista Mujeres Libres

Em 1934, junto com Lucía Sánchez Saornil e Mercedes Comaposada, fundou a revista e organização Mujeres Libres, para a libertação das mulheres trabalhadoras. Mujeres Libres era uma revista para e escrita por mulheres. Ela vetou a colaboração de homens, com exceção do artista Baltasar Lobo, que foi um ilustrador e criador de modelos da publicação. Em maio de 1936, apareceu a primeira edição da revista. O editorial dizia:

...canalizando a ação social da mulher, dando-lhe uma nova visão das coisas, impedindo que sua sensibilidade e seu cérebro se contaminem por erros masculinos. E entendemos por erros masculinos todos os conceitos atuais de relação e convivência: erros masculinos, porque rejeitamos fortemente toda a responsabilidade no futuro histórico, em que a mulher nunca foi uma autora, mas sim uma testemunha forçada e inerte... não estamos interessadas em relembrar o passado, mas em forjar o presente e enfrentar o futuro, com a certeza de que a mulher tem a humanidade como sua reserva suprema, um valor sem precedentes capaz de variar, pela lei de sua própria natureza, todo o panorama do mundo... que milhares de mulheres reconheçam sua voz aqui, e em breve teremos conosco toda uma juventude feminina desorientada em fábricas, campos e universidades, procurando ansiosamente maneiras de canalizar suas preocupações em fórmulas de ação.
A educação e a formação profissional foram premissas decisivas para conquistar os direitos do trabalhador no contexto de uma formação libertária. Seu objetivo era a emancipação das mulheres da escravidão, ignorância e submissão sexual. Os agrupamentos Mujeres Libres de Madrid e o Grupo Cultural Femenino de Barcelona se fundiram em setembro de 1936 na Agrupación de Mujeres Libres. Em Barcelona, a Agrupación de Mujeres Libres estabeleceu refeitórios coletivos, organizou cursos de enfermagem e puericultura e enviou mantimentos para Madrid. A Agrupación de Mujeres Libres abriu uma escola de motoristas para mulheres serem úteis nos serviços de saúde da retaguarda. Ela também abriu oficinas para treinar mulheres como motoristas de bonde.
Entre as colaborações de Amparo Poch na revista Mujeres Libres estão:
- El recién nacido, um guia de primeiros cuidados e puericultura
- El Sanatorio del Optimismo, onde a Doctora Salud Alegre e outros personagens relacionam a realidade com elementos irônicos e digressões surreais. Amparo ilustrou os textos com desenhos próprios.
- Proyección para la creación de una fábrica de bodas en serie (Churros auténticos), onde questionou-se o fato de ter que obter uma certidão de casamento entre casais libertários, descartando o consentimento tradicional de unir-se voluntariamente.
- ¡Oooooh! ¡Ginebra!, onde criticou a atitude arbitrária da Liga das Nações.
- Miasmas ministeriales, uma transcrição do que ela viveu no Ministério da Saúde como Diretora de Assistência Social entre 1936 e 1937.
- Poema Canción breve del miliciano muerto, El niño asesinado (Romance pequeñito) e La casa rota

### Guerra Civil
Usando seu diploma e experiência médica, ela conseguiu efetivamente fornecer centros de saneamento para ajudar com problemas de saúde e médicos. Do Sindicato Único de Saúde da CNT, ela viu como algumas enfermarias eram sujas para os soldados e sabia que elas mereciam mais. Mesmo pacifista, o movimento antifascista era forte demais para ela não se envolver. Ela chegou a participar do nono batalhão do Regimento Angel Pastaña do Partido Sindicalista em 1936. O batalhão era formado por 1486 milicianos, dos quais 83 eram mulheres. Todos os milicianos cobravam 10 pesetas por dia. Amparo Poch compareceu aos serviços de saúde como médica da milícia e passou o restante da guerra nessa ocupação. Em 26 de agosto de 1936, integrou a Junta de Proteção Órfã dos Defensores da República, criada pelo Ministério da Instrução Pública. Com esse reconhecimento, juntamente com a experiência incomparável de trabalhar à margem da Guerra Civil Espanhola, ela foi capaz de exercer influência ensinando. Em Barcelona, Poch dirigiu um programa de treinamento para ensinar outras pessoas sobre resgate e tratamento de soldados. Ela instruiu a equipe comandante do exército de resistência sobre tudo, desde asfixia, traumatismos, hemorragias até transfusões de sangue. Ela coordenou as colônias e escolas agrícolas para crianças refugiadas onde elaborou seu plano pedagógico.

### Exílio na França e morte
Poch foi forçada a se exilar na França em 1939, após a vitória fascista na Guerra Civil. No início de fevereiro de 1939, ela atravessou a fronteira através da comuna Prats-de-Mollo-la-Preste. Permaneceu em Prats-de-Mollo-la-Preste até setembro de 1939. Em 11 de setembro de 1939, a prefeitura do departamento de Gard em Nîmes estendeu um Laissez-passer que a autorizou a morar na França, mas a proibiu de trabalhar. Poch passaria o resto de sua vida como refugiada na França, trabalhando principalmente em pequenos empregos secundários para sobreviver, pintando cartões e lenços, bordando, fazendo sacolas de ráfia e envelopes dobráveis. Ela também trabalhou em uma chapelaria clandestina. Ela continuou seu apoio às forças antifascistas durante a Segunda Guerra Mundial e, finalmente, voltou a praticar medicina enquanto estava na França.
Em janeiro de 1943, houve uma operação em toda a França contra refugiados espanhóis suspeitos de combater os nazistas. Seu sócio, Francisco Sabater, foi preso até a libertação da França em agosto de 1944. No final de 1945, Amparo Poch e Francisco Sabater se mudaram para Toulouse. Em 1946, 17 794 refugiados espanhóis viviam em Toulouse, com uma população de cerca de 250 000 habitantes. Ela morou na rua Jonquieres, 44, onde tinha um consultório médico clandestino. Com a promulgação do Estatuto Jurídico dos Refugiados Espanhóis, sua vida profissional foi normalizada e ela pôde trabalhar com medicina, atendendo pacientes espanhóis. A CNT durante o exílio organizou alguns cursos gratuitos por correspondência. Amparo Poch forneceu cursos de puericultura, anatomia e fisiologia humana.
Poch nunca foi capaz de retornar à Espanha devido ao regime de Francisco Franco. Ela morreu em exílio em 15 de abril de 1968 em Toulouse, França. Em 18 de abril de 1968, mais de 200 espanhóis exilados compareceram ao seu funeral no cemitério de Cornebarrieu, em Blagnac.  O comitê da SIA (Solidariedade Internacional Antifascista) distribuiu seus pertences entre os mais necessitados. Os seus documentos e livros permaneceram no Comitê Nacional da SIA.
O jornal francês Espoir publicou:

...viveu as penalidades de todos aqueles que deixaram a Espanha por não quererem aceitar o triunfo do fascismo... Muitos homens e mulheres, de diversos partidos e organizações políticas, a acompanharam até sua última morada, sabiam o quão abnegada e exemplar sua vida como médica tinha sido, dedicada a ajudar e curar aqueles que mais precisavam dela.

## Pensamentos
Poch tem publicações em muitos meios diferentes, incluindo poesia, ensaios, romances, panfletos, revistas e jornais. Enquanto todos eles serviam a um propósito político, Poch escreveu de forma bela e pessoal sobre a experiência de ser uma mulher espanhola no coração da Guerra Civil. Seu romance, Amor, conta a história de um pintor e, através dele, discute o interesse de Poch no anarquismo e na não conformidade. Sua perseverança na publicação de artigos e poemas controversos durante a Guerra Civil foi desprezada por muitos que pensavam que as questões sociais deveriam parar durante uma sociedade atingida pela morte. Embora ela seja mais conhecida por sua revista Mujeres Libres, sua poesia vibrante e crua é usada para informar o público sobre a necessidade da igualdade de gênero.

### Feminismo
Poch defendia a igualdade de oportunidades e tratamento entre homens e mulheres.

A maternidade não pode ser um pretexto para reduzir os direitos e aspirações das mulheres, porque após o período mais difícil da gravidez, ela está em plena capacidade de exercer ações; Dizer que a mulher, por ser mãe, não pode ter mais direitos é tão absurdo como se o homem, por ser pai, tivesse estabelecido limites e restrições à sua intelectualidade e privilégios. A mulher quer ser integrada, não dispensada; Ela quer igualdade, não inferioridade— La Voz de Aragón. 28 de novembro de 1928
A realidade econômica informou a mulher, completamente ignorante do prazer ingênuo da vida primitiva, que a Casa a excluía de todas as tarefas de produção, de todas as obras públicas que dão direito à subsistência. Isso veio a ela através do homem a quem ela prestou seus serviços privados, incluindo os sexuais; e ela se defendeu em sua nova posição, preocupada em fortalecer os laços que a ligava ao homem.— Mujeres Libres. 3 de julho de 1936.
"A primeira resposta é um reconhecimento e uma acusação contra a baixa remuneração do trabalho das mulheres, apenas porque é. Mesmo que seu trabalho seja da mesma qualidade que o masculino. O que é apenas uma faceta de desprezo pelo elemento feminino, sempre repudiado e destinado a eclipsar e desaparecer diante do homem."

"A moralidade burguesa também se infiltra no conceito de propriedade no casamento, e faz os homens dizerem "minha esposa", e as mulheres se dizerem "dama" do sujeito, com o homem tendo um senso claro de seus numerosos direitos sobre a esposa."— La vida sexual de la mujer. Março de 1932

### Amor livre
Amparo defendeu a união do casais sem papéis ou documentos. Ela era a favor da separação ou do divórcio quando duas pessoas do casal deixassem de se gostar. Amparo Poch atacou a dupla moralidade sexual baseada no casamento e na prostituição, defendeu a liberdade sexual das mulheres e seu direito ao prazer sexual e defendeu o amor livre, rejeitando o princípio da monogamia que estava intimamente relacionado ao capitalismo e à propriedade privada:

Toda a agitação opressiva do capitalismo defende a monogamia em seus códigos sexuais, porque sabe muito bem que apenas o colapso desse poderoso pilar fará a verdadeira revolução. Casal humano, propriedade privada, capitalismo. Aqui estão três pedras que se abraçam (...) É essencial ir ao pleno reconhecimento, pela sociedade, de todas as formas de união amorosa; Essa é a saída verdadeiramente revolucionária e libertadora do problema (...) Estabelecemos algumas normas convencionais que parecem-nos leis imutáveis da natureza.— Prefácio ao Casamento Livre (Prólogo a El matrimonio libre). Pedro Ribelles Pla. Valência, 1937.

### Pacifismo

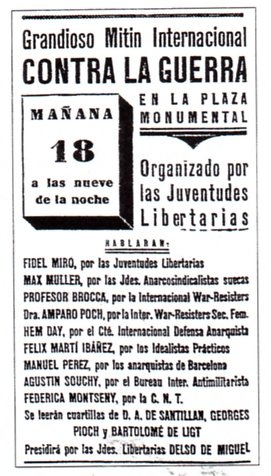
Cartaz do comício antiguerra anunciado em 18 de julho de 1936, na qual Amparo Poch participaria como presidente da seção feminina de Resistentes à Guerra. A manifestação foi suspensa devido ao levante militar

Após a vitória da Frente Popular em fevereiro de 1936, um grupo de pacifistas criou a Liga Hispânica contra a Guerra, como a seção espanhola do WRI (War Resisters' International, International de Resistentes à Guerra). Era composto por Amparo Poch como presidente, Fernando Oca del valle como secretário, e o professor José Brocca como Delegado ao Conselho do WRI. Outros representantes foram Juan Grediaga, Mariano Solá e David Alonso Fresno.

Vamos nos apressar para fazer uma declaração: nossa consciência rejeita categoricamente a guerra; Nosso coração não pode admitir a violência como razoável e justa em nenhuma ocasião. Nenhum evento abalou nossas convicções refratárias à guerra e continuamos a acreditar que nenhuma guerra é nobre, justa ou boa porque todas elas têm, mesmo aquelas que aparentemente são feitas por motivos honestos, um motivo real: poder. O poder é, de acordo com as ocasiões, a conquista de um território, de um governo, a entronização de uma família etc. etc. E se se trata de lutar pelo ideal... a imposição de regras na vida do maior número possível de indivíduos pelo grupo vencedor. Aqui está a verdade.
O que devemos fazer ante o gesto bélico que mais uma vez incha suas velas no horizonte do mundo? Agora ninguém pode ficar para trás (...) Não vale mais a pena querer brincar de esconde-esconde, porque os aviões se divertem zumbindo por trás das nuvens que eles fazem; e os micróbios voam em grandes distâncias e os novos gases passam por suas roupas, máscara e pele (...) Não ouça aos hinos nacionais ou as palavras estrondosas que lhes falam sobre falsos deveres patrióticos; mas àquela outra voz doce e profunda que vem do coração e ensina o preceito intangível de amar todos os seres e todas as coisas (...) Faltam casas amplas e bem iluminadas; pontes, estradas e ferrovias; navios sem canhões que unam homens em vez de exterminá-los.— Tiempos Nuevos. 1 de junho de 1935.

### Coeducação
Poch era a favor da coeducação em todos os níveis.

Mas vamos fazer uma pausa para tornar conhecida a necessidade de uma coeducação racionalmente direcionada. As crianças que moram em casa, no cinema, na rua e na universidade mais tarde, são separadas pela escola, uma separação que se pretendia estender aos institutos nacionais. Isso causa um dano moral de consideração e viola o direito da criança à coeducação.— La vida sexual de la mujer. Março de 1932

## Legado

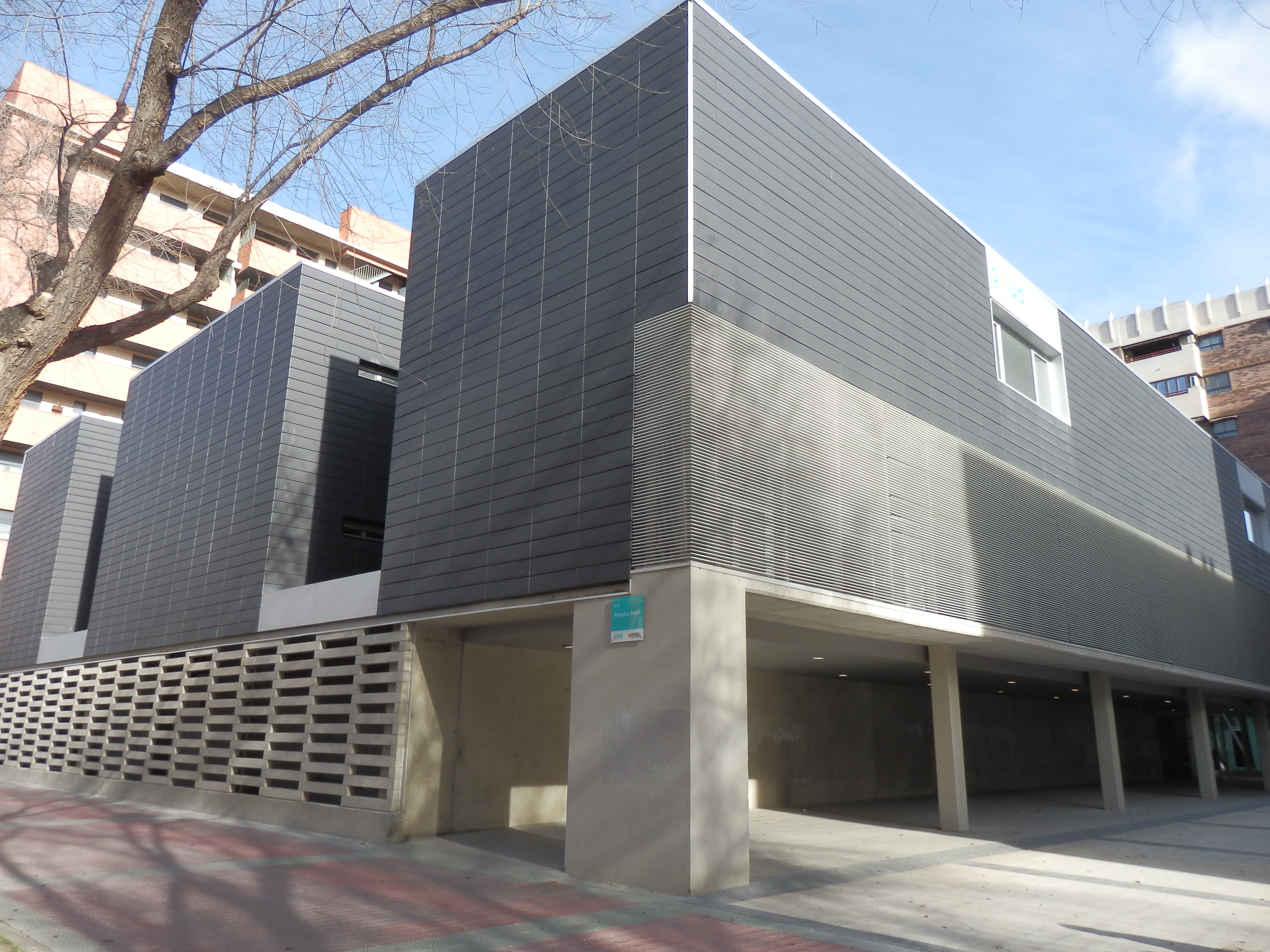
Centro de Saúde Amparo Poch em Saragoça

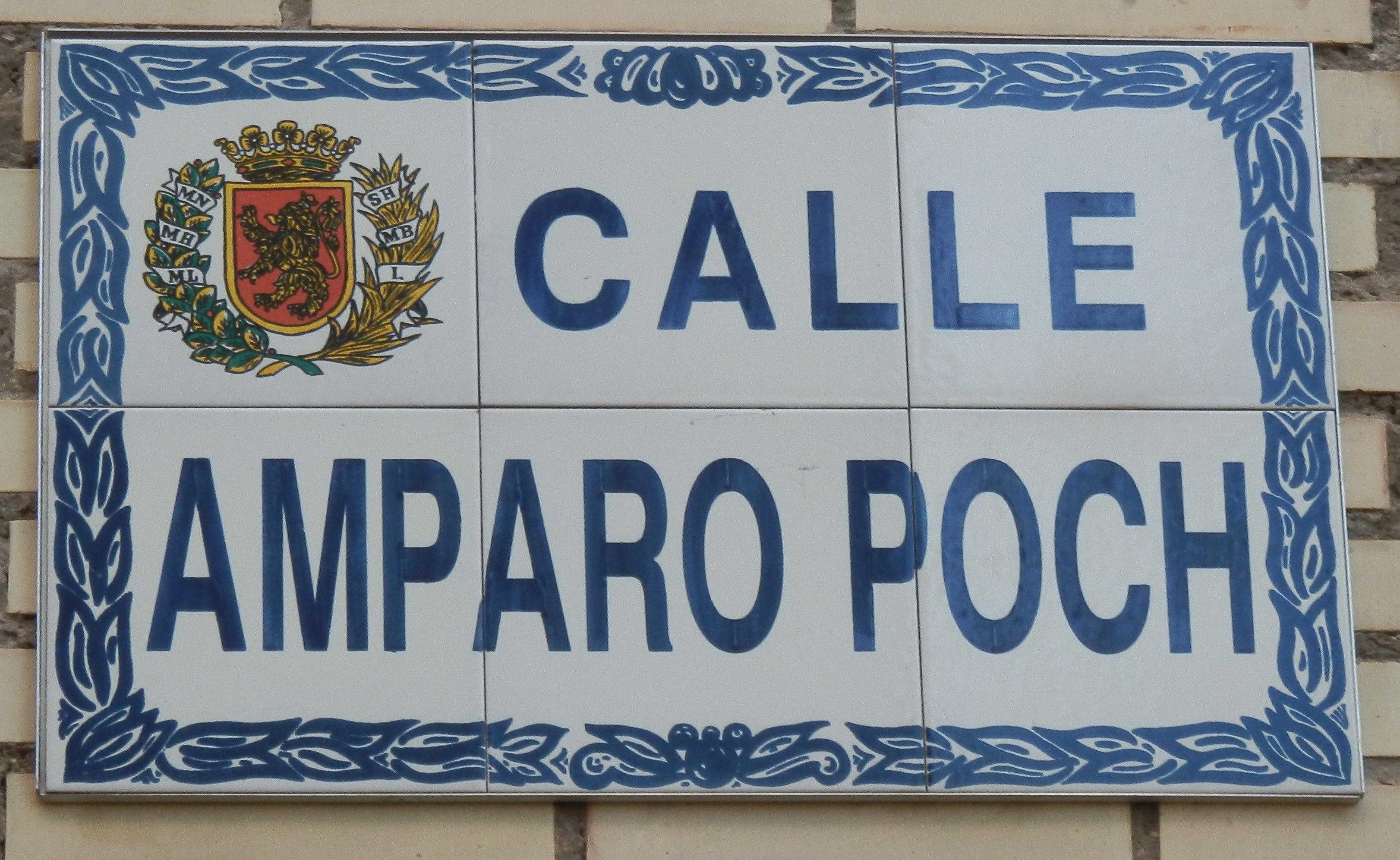
Placa na Rua Amparo Poch, em Saragoça

Em 15 de outubro de 2002, no centenário de seu nascimento, o reitor da Universidade de Saragoça, Felipe Pétriz, criou uma placa com seu nome em uma das salas do Paraninfo da Universidade de Saragorça.
Poch tem uma rua em sua homenagem em Saragoça. 
Em Saragoça, foi inaugurado o Centro de Saúde Amparo Poch em 14 de fevereiro de 2008, que atende a uma população de 26 000 habitantes. 
Em 2018, o Conselho da Cidade de Saragoça colocou uma placa em homenagem a Amparo Poch no prédio da Rua Madre Rafols, 8, onde ela morou e trabalhou como médica.